# Józef Piotrowski (historyk sztuki)
Józef Piotrowski (ukr. Юзеф Піотровський, ros. Юзеф Пиотровский, ur. 1873, zm. 1939) – polski historyk sztuki, oficer wojska polskiego w stopniu kapitana.

## Życiorys
Piotrowski był absolwentem wydziału filozoficznego Uniwersytetu Lwowskiego, gdzie pracował w latach 1912–1918 jako asystent w Katedrze Historii Sztuki, i gdzie przed 1916 uzyskał stopień doktora. Po 1920 wciąż wykładał na Uniwersytecie Lwowskim. Od 1912 pracował jako referent ministerialny ds. zabytków Galicji i Bukowiny w Wiedniu. W latach 1919–1920 był pierwszym w historii konserwatorem zabytków Okręgu Łódzkiego, następnie od 1 czerwca 1920 do 1930 był wojewódzkim konserwatorem Okręgu Lwowskiego na województwa lwowskie, tarnopolskie i stanisławowskie we Lwowie, a w latach 1922–1923 zastępczo pełnił funkcję konserwatora okręgu wołyńskiego. W ramach pracy na stanowisku konserwatora we Lwowie współpracował z Kazimierzem Michałowskim. Ostatecznie zdymisjonowany ze stanowiska, ze względu na rywalizację i konflikt z konserwatorem Bohdanem Januszem i związane z tym wzajemne podważanie swoich kompetencji.
Był przewodniczącym Krajowego Koła Konserwatorów Małopolski Wschodniej (1920–1929) członkiem Towarzystwa Naukowego we Lwowie i dyrektorem Muzeum Handlu i Wynalazków „Rekordeum” we Lwowie.
Był autorem licznych prac naukowych poświęconych miastu Lwów, a także ochronie zabytków na Ukrainie.

## Publikacje
- „Lemberg und Umgebung: Żółkiew, Podhorce, Brzeżany” (Lwów, 1916)[7]
- „Ochrona zabytków a odbudowa kraju” (Lwów, 1916)[8]
- „Franciszek Jaworski jako archiwarjusz i pośmiertne jako dzieło „O Szarym Lwowie” (1917)[9]
- „Katedra ormiańska we Lwowie w świetle restauracyj i ostatnich odkryć” (Lwów, 1925)[10]
- „Skarb boroczycki, powiat Horochów na Wołyniu” (Lwów, 1929)[11]
- „Godła miast powiatowych województwa Lwowskiego, Tarnopolskiego i Stanisławowskiego” (Lwów, 1929)
- „Arsenał królewski we Lwowie: odnowienie i rekonstrukcja” (Lwów, 1930)[12]
- „Budowa krużganków w kamienicy Królewskiej we Lwowie” (Lwów, 1931)[13]
- „Zamek w Łańcucie: zwięzły opis dziejów i zbiorów” (Lwów, 1933)[14]